# Girls' Work
Girls' Work (ガールズワーク Gāruzu Wāku?) era un proyecto de videojuego de aventura japonés para Windows de Type-Moon. Más tarde, el proyecto se cambió y se reinició como un trabajo de animación original producido por Aniplex y animado por el estudio Ufotable.

## Sinopsis
«Shinjuku» es una ciudad donde puedes vivir mientras sueñas con París, «la ciudad de las flores». Shirube Asube, una chica que tiene una existencia misteriosa que simboliza tal ciudad y es llamada «el corazón del pueblo», disfrutaba de los sucesos de asesinato y los demonios que venían a robar los misterios de la ciudad. Sin embargo, cuando «Shinjuku» despierte de un sueño, se perderá algo irremplazable.

## Personajes
Shirube Asube (遊日部しるべ Asube Shirube?)
La heroína de esta obra. Estudiante de segundo año de secundaria. Tiene una personalidad excesivamente confiada y desenfrenada. Tiene un rechazo por la escuela y no tiene amigos de su misma edad. Ella está volando alrededor de la ciudad de «Shinjuku» y es lo suficientemente liviana como para subir al techo de su apartamento. Prefiere los estimulantes extremos como los alimentos dulces y picantes. En «Shinjuku», es llama como «Nuestra Señora», y aquellos que no viven en la ciudad la llaman como la existencia misteriosa «Machi no Kokoro».
Jizeru Kurayamizaka (暗闇坂じぜる Kurayamizaka Jizeru?)
Una chica de segundo año de secundaria. Aunque es una estudiante transferida y parece una adulta, siente una gran pasión por su pecho. Tiene poderes sobrenaturales y su objetivo es ser un signo como un asesino de gánsteres. También es una de las pocas personas que puede detectar la incomodidad mágica de «Shinjuku».
Ariso Miyamoto (宮本ありそ Miyamoto Ariso?)
Una chica de segundo año de secundaria. Abandonó la escuela y se escapó de casa. Fue de Tokio a «Shinjuku» anhelando la vida urbana. Aunque puede ser llorona, es seria, amable y respeta la justicia, y aunque se esfuerza por ser una buena persona amada por todos, tiene el inconveniente de ser vulnerable a la tentación.

## Producción
En junio de 2008, participaron en la planificación y producción de Type-Moon el guionista del juego para adultos Forest, Meteo Hoshizora y Jinroku Makoto, y muchos diseñadores como el ilustrador Teikoku Shonen. La producción se anunció como un videojuego de aventura junto con Tsukihime (versión remake) y Mahou Tsukai no Yoru.
Inicialmente, este trabajo se planeó como un trabajo de videojuego para computadora, pero en diciembre de 2010, se reinicio como un proyecto de animación del proyecto conjunto «Type-Moon x ufotable project» con la productora de animación Ufotable y Aniplex. Se anunció que Eri Takenashi, un artista de manga, sería designado como el borrador de los personajes. La razón del cambio de medios fue que a medida que avanzaba el proyecto, se decidió que sería ideal que este trabajo se hiciera como una animación en lugar de un jvideojuego.
Hasta el momento, no hay un nuevo informe de seguimiento del anuncio del proyecto de animación en 2010, pero, en octubre de 2015, se reveló que el representante de Ufotable, Hikaru Kondo, mencionó que la serie está en proceso de planificación.